# Terry Snyder
Terry Snyder (* 1916 in New York City; † 17. März 1963 ebenda) war ein amerikanischer Jazz- und Unterhaltungsmusiker (Schlagzeug, Vibraphon).

## Wirken
Snyder arbeitete ab den 1940er-Jahren mit Frank Froeba in der Band The Five Shades of Blue, mit der 1940 erste Aufnahmen entstanden, in den folgenden Jahren auch mit Cliff Edwards, Stuff Smith, Carl Kress, Jerry Jerome, Sarah Vaughan, Ralph Flanagan, Jerry Jerome und Hot Lips Page. Im folgenden Jahrzehnt spielte er in den Studioorchestern von Norman Leyden, Percy Faith, Richard Maltby, Edgar Sampson, Hugo Winterhalter, Neal Hefti, Fred Karlin, Bobby Byrne sowie im Sauter-Finegan Orchestra; daneben war er als Studiomusiker an Aufnahmen u. a. von Buddy Weed, Claude Thornhill, Jimmy Lytell, Pearl Bailey, Bill Clifton, Eddie Heywood, Russ Emery, Benny Goodman, Jimmy Dorsey, The Delta Rhythm Boys, Tony Mottola, Stu Phillips, Connie Boswell, Duke Ellington Orchestra (A Drum Is a Woman, 1956), Charlie Barnet, Bobby Short, Will Bradley und Don Costa beteiligt.
Unter eigenem Namen legte er um 1960 auf Enoch Lights Command-Label, auf United Artists Records und Columbia Records im Easy Listening Stil Singles wie „Exotic Sound“ und Alben wie Gentle Purr-Cussion, Persuasive Percussion, World of Sound und Mister Percussion vor; in seinem Ensemble Terry Snyder and The All Stars spielten u. a. Dick Hyman, Jack Lesberg, Stanley Webb, Teddy Sommer, Tony Mottola und Willie Rodriguez. Im Bereich des Jazz war er zwischen 1940 und 1960 an 133 Aufnahmesessions beteiligt.